# Arginina
Arginina, skr. Arg, R – organiczny związek chemiczny z grupy aminokwasów kodowanych przez DNA. Obecność grupy guanidynowej w cząsteczce jest przyczyną jej zasadowego charakteru. W organizmach żywych uczestniczy w przemianach azotowych: przenoszeniu azotu w mocznikowym cyklu Krebsa oraz w syntezie kreatyniny. Występuje naturalnie w białkach jąder komórkowych i komórek rozrodczych (histonach). Stanowi około 80% białka protaminy. Bywa zaliczana do aminokwasów endogennych lub egzogennych. Jest też określana jak „względnie egzogenna”. Poziom jej biosyntezy jest zależny od spożywania wystarczających ilości jej naturalnych prekursorów – proliny i kwasu glutaminowego.